# Diospyros aequoris
Diospyros aequoris är en tvåhjärtbladig växtart som beskrevs av Paul Carpenter Standley. Diospyros aequoris ingår i släktet Diospyros och familjen Ebenaceae.

## Underarter
Arten delas in i följande underarter:
- D. a. aequoris
- D. a. balsensis
- D. a. chutlensis
- D. a. martineziana
- D. a. rekoi
- D. a. tehuantepecensis